# Lloyd Quinan
Lloyd Quinan (* 29. April 1957 in Edinburgh) ist ein schottischer Politiker, ehemaliges Mitglied der Scottish National Party (SNP) und nun Mitglied der Scottish Socialist Party (SSP).

## Leben
In seinem Werdegang war Quinan in verschiedenen Bereichen des Mediensektors tätig. So präsentierte er im nationalen Fernsehen die Wettervorhersage und moderierte die Sendung Trial by Night auf STV. Außerdem produzierte und präsentierte er mehr als 200 Dokumentationssendungen. Er ist Mitglied der Gewerkschaften Equity und NUJ.

## Politischer Werdegang
Im Jahre 1974 trat Quinan in die SNP ein. Bei den ersten Schottischen Parlamentswahlen im Jahre 1999 bewarb sich Quinan um das Direktmandat des Wahlkreises Dumbarton, unterlag jedoch der Labour-Kandidatin Jackie Baillie deutlich und verpasste damit das Direktmandat des Wahlkreises. Da Quinan auch auf den vorderen Rängen der Regionalwahlliste der SNP für die Wahlregion West of Scotland gesetzt war, erhielt er eines von vier Listenmandaten für die SNP in dieser Wahlregion und zog in das neugeschaffene Schottische Parlament ein. Bei den folgenden Parlamentswahlen 2003 kandidierte Quinan im Wahlkreis Motherwell and Wishaw und trat damit gegen den Ersten Minister Jack McConnell an. Diesem unterlag er deutlich und schied aus dem Parlament aus. Im Dezember desselben Jahres verließ er die SNP und schloss sich Tommy Sheridans SSP an.